# Alte Pfarrkirche St. Dionysius (Igel)

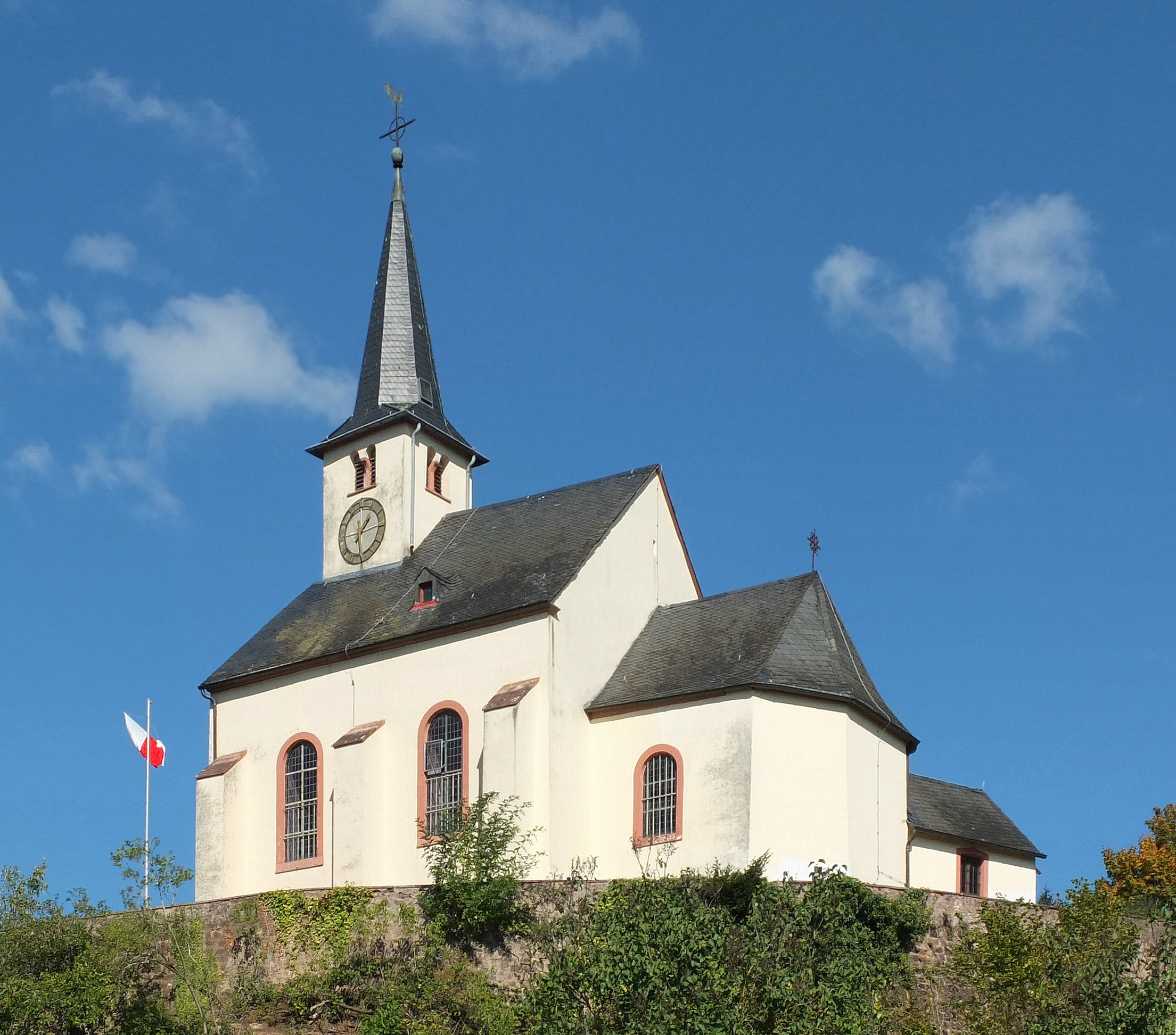

Die Alte Pfarrkirche St. Dionysius, auch „St. Dionysius auf dem Berg“ genannt, ist ein römisch-katholisches Kirchengebäude in der Ortsgemeinde Igel, Rheinland-Pfalz. Die 1760 auf einer Anhöhe über dem Ort errichtete Saalkirche mit einem Glockenturm aus dem 13. Jahrhundert war bis 1954 die örtliche Pfarrkirche. Ihre Gründung geht auf ein Gebäude zurück, das mutmaßlich um 700 n. Chr. errichtet wurde. Kirchenpatron ist Dionysius von Paris.

## Lage

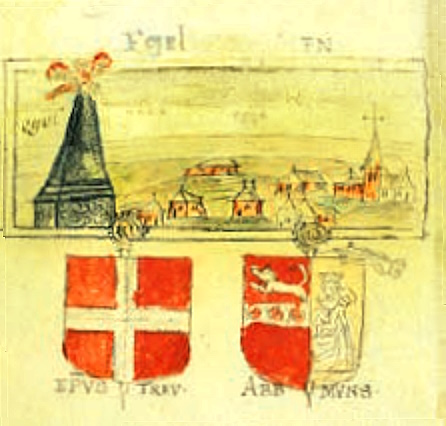
Die älteste bekannte Darstellung von St. Dionysius, veröffentlicht 1571 als Teil eines klösterlichen Güterverzeichnisses. Sie zeigt die Kirche mit einem Anbau, der wahrscheinlich nie existierte. Die Kirche ist hier zusammen mit der Igeler Säule abgebildet.

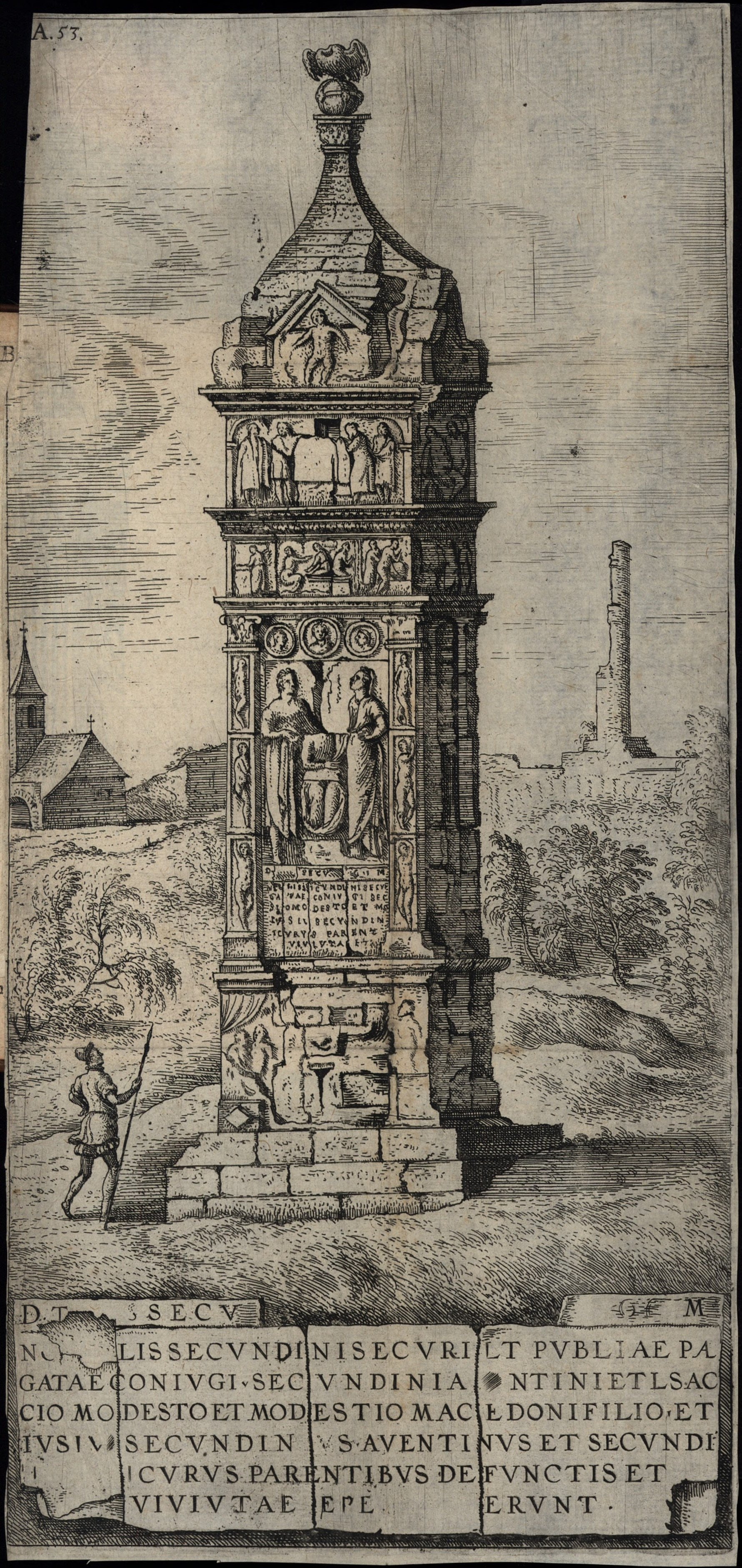
Die älteste gedruckte Darstellung von St. Dionysius, veröffentlicht 1584 als Teil einer Darstellung der Igeler Säule, zeigt wie das Kirchengebäude Mitte des 16. Jahrhunderts ausgesehen haben soll.

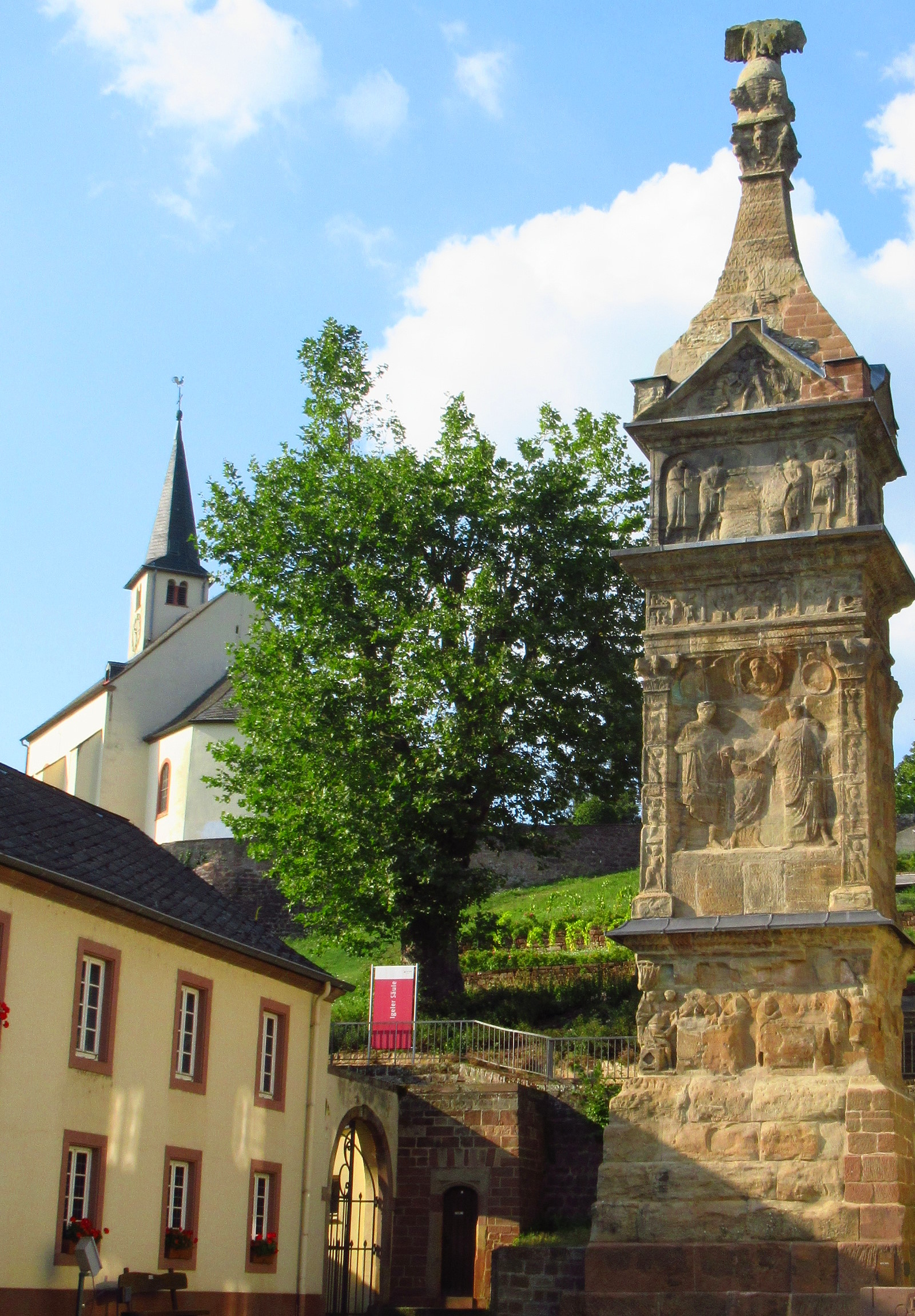
Die Kirche von der Straße aus gesehen

Die Kirche steht im Ortszentrum an exponierter Stelle auf einem Bergvorsprung, etwa 30 Höhenmeter über dem Talboden, rund 200 m vom Ufer entfernt. Dort befindet es sich am Westende eines kleinen Plateaus von länglicher Form, das von dem dahinterliegenden Berghang durch einen tiefen Einschnitt losgelöst ist, in dem eine Straße in steilem Anstieg zu der Hochfläche hinaufführt. Die Kirche überragt die Häuser des historischen Ortszentrums mit der Igeler Säule, einem monumentalen römischen Grabmal aus dem 3. Jahrhundert n. Chr. Von der Säule, die an der Hauptstraße des Orts, der vormaligen römischen Heerstraße Trier-Reims, gebaut wurde, führt eine Treppe mit 104 Stufen den Berg hinauf zur Kirche. Neben der Kirche liegt der örtliche Friedhof.

## Geschichte
Es wird angenommen, dass an diesem Ort schon im Zuge der mittelalterlichen Christianisierung um etwa 700 n. Chr. eine erste Kapelle gebaut wurde. Aus jener Zeit stammen die Überreste eines Fundaments, über denen die heutige Kirche errichtet ist.
Zum Gründungsmythos gehört eine fromme Legende die besagt, dass das Material zum Bau des Gotteshauses an einer günstigen Stelle im Tal gelagert worden sei. Am nächsten Morgen sei es von dort verschwunden gewesen. Die Baustoffe habe man auf dem Felsvorsprung, auf dem heute die Kirche steht, wiedergefunden. Alles sei zurück ins Tal hinuntergebracht worden, jedoch in der folgenden Nacht erneut wieder auf den Berg gelagert worden. Zum zweiten Mal sei alles wieder heruntergebracht worden, um den Bau im Tal beginnen zu können. Als die Dorfbewohner danach zum dritten Mal die Baustoffe oben auf dem Felsen wiedergefunden hätten, hätten sie darin einen Wink des Himmels erkannt, ihr Gotteshaus dort zu errichten.
Der Ort Igel wurde 929 n. Chr. erstmals urkundlich erwähnt. Dass es dort eine Kirche gab, geht aus der Erwähnung eines „Rektors an einer Kirche in Igel“ aus dem Jahr 1265 hervor. Die Kirche wurde bei der Kirchweihe dem Patronat des Hl. Dionysius anvertraut. Die Pfarrgemeinde besitzt einen kleinen Teil der Hirnschale ihres Schutzpatrons als Reliquie, die in einem kostbaren Reliquiar aus Silber, das ein mit der Mitra bedecktes Bischofshaupt darstellt, aufbewahrt wird. Alljährlich zum Patronatsfest wurde die Reliquie in der Pfarrkirche zur Verehrung ausgestellt.
Der Vorgängerbau des heutigen Kirchengebäudes könnte um 1250 entstanden sein. Ungefähr aus dieser Zeit dürfte auch der Glockenturm stammen, der damit der älteste Bauteil der Kirche ist. Wahrscheinlich entwickelte sie sich schon damals zu einer Pfarrkirche. Erstmals belegt ist die Existenz einer Pfarrei in einer Urkunde von 1339, die von Erzbischof Balduin von Trier stammt.
Die älteste Darstellung einer Kirche in Igel stammt aus dem Jahr 1571. Der Abt Johannes Bertels von Neumünster (Luxemburg) fügte einem Güterverzeichnis seiner Abteien Skizzen mit Ortsansichten bei. Die Darstellung von Igel zeigt in etwa die Aussicht vom Friedhof in Richtung Mosel, mit der Kirche an dem einen und der Igeler Säule an dem anderen Bildrand und dazwischen einige andere Gebäude.
Der romanische Glockenturm war ein von der übrigen Kirche unabhängiger Gebäudeteil und erhielt 1409 die Marienglocke und 1742 die Dionysiusglocke. In einem Kupferstich von Jo. Blieu aus dem Jahr 1659 wird das damalige Gebäude als eine romanische Kirche dargestellt, die durch ein Seitenschiff unter einem Schleppdach und durch einen Giebelvorbau auf der Südseite des Turmes erweitert war.
Bereits 1659 wurde das Kirchengebäude als ruinös bezeichnet, bis 1712 waren Chor und Kirchenschiff verfallen und 1756 war es definitiv eine Ruine. Der Wiederaufbau des Kirchenschiffes und des Chores erfolgte 1759 bis 1760 in der heutigen Gestalt und Größe unter Einbeziehung des erhalten gebliebenen Turms. Im 20. Jahrhundert genügte die alte Bergkirche bald nicht mehr dem räumlichen Bedarf der Kirchengemeinde. Nach einigen Jahrzehnten wurde der Plan eines größeren Neubaus in den Jahren 1953/54 in der Nähe der alten Kirche umgesetzt.
Die Kirche verblieb im Besitz der Kirchengemeinde Igel. In den 1980er Jahren wurde die inzwischen denkmalgeschützte Kirche einer grundlegenden Innen- und Außenrenovierung sowie der Restaurierung der Altäre unterzogen. Die Kirche wird auch gegenwärtig noch für Gottesdienste genutzt. Im Januar 2018 gründete sich der Förderverein Alte Kirche Igel e. V., der sich dem Erhalt des Bauwerks verschrieben hat.

## Ausstattung
Über dem Triumphbogen befindet sich eine Triumphkreuzgruppe mit den Skulpturen von Maria und Johannes aus dem 19. Jahrhundert.

### Altäre
In der zweiten Hälfte des 18. Jahrhunderts erhielt die Kirche ihre heutigen Altäre aus Holz im Rokoko-Stil. Den Hochaltar ziert eine aus Holz gefertigte Christkönigstatue aus dem Jahre 1934. An seinen Seiten stehen die Figuren des Hl. Antonius von Padua links und der Hl. Luzia rechts. Der linke Seitenaltar hat eine Madonna mit Kind, der rechte Seitenaltar den Pfarrpatron St. Dionysius aus Holz als Bischof,
beide Seitenaltäre im Auszug mit einem IHS im Strahlenkranz.

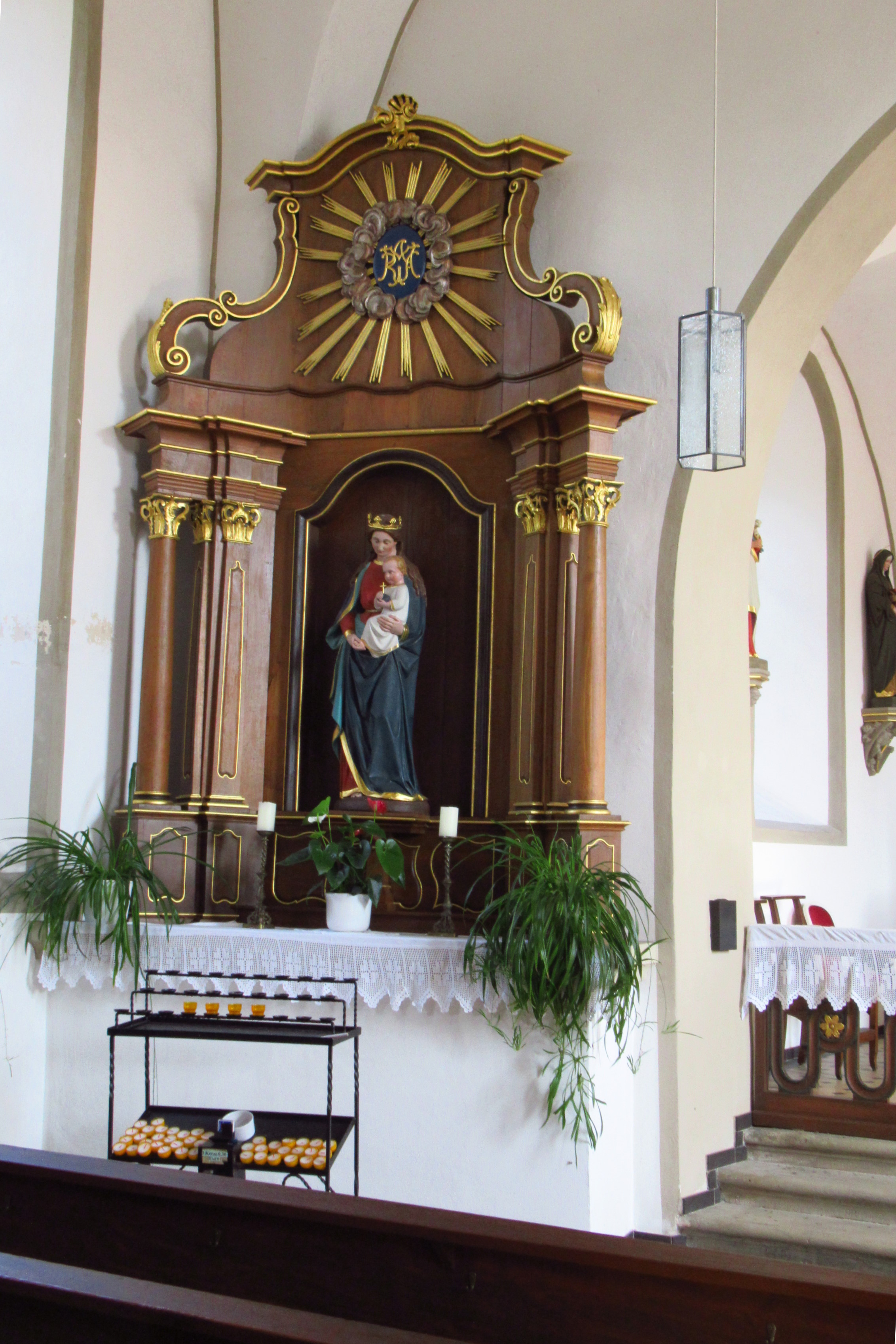
Marienaltar mit einer Madonna mit dem Jesusknaben, 19. Jahrhundert
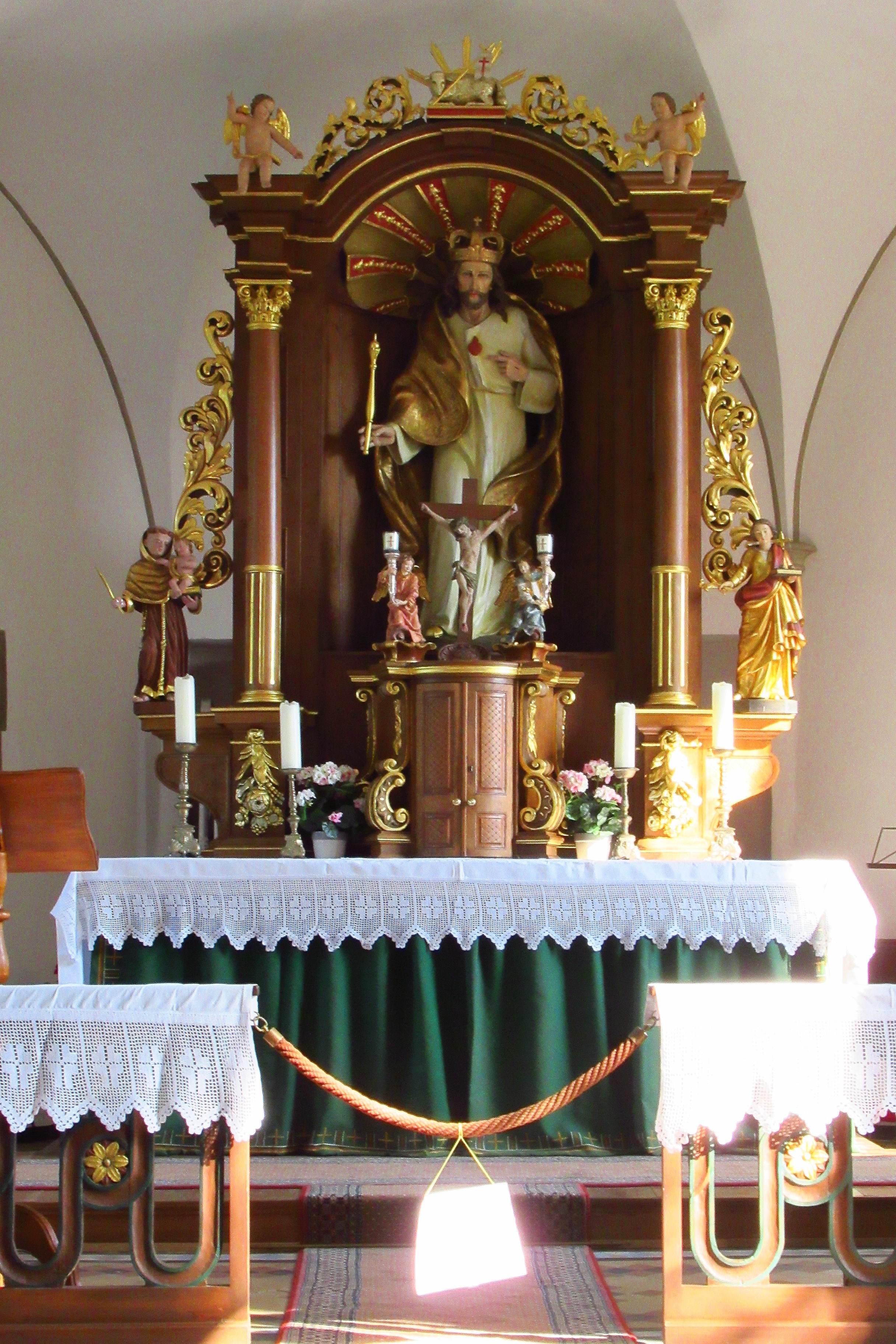
Hochaltar mit einer Christus-König-Skulptur, 19. Jahrhundert
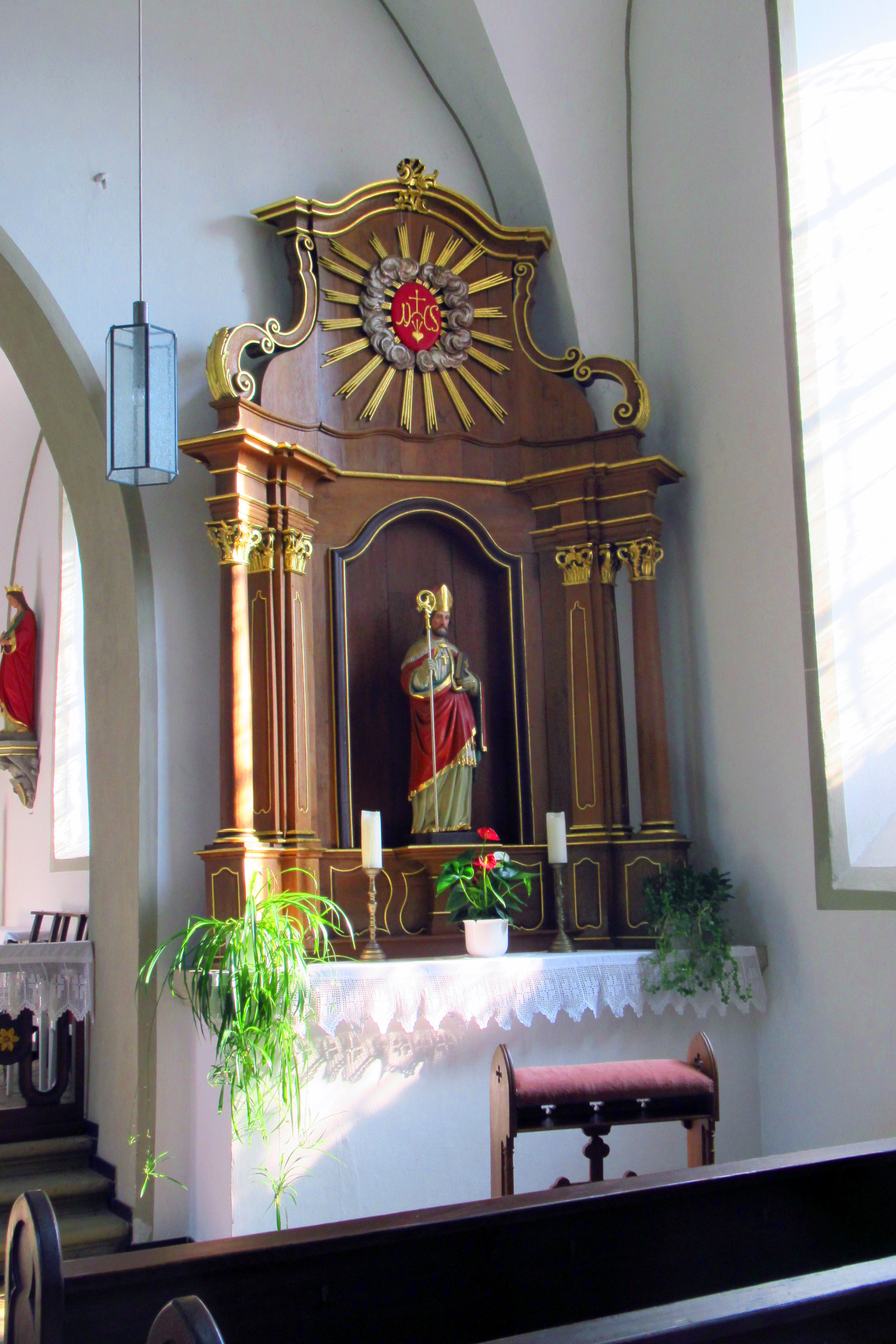
Patronatsaltar mit einer Skulptur des Dionysius von Paris, 19. Jahrhundert

### Glocken
Mitte 1943 ließ die NS-Verwaltung die beiden Glocken der Kirche requirieren. Die über fünfhundert Jahre alte Marienglocke wurde über die Friedhofsmauer auf einen 20 m tiefer liegenden Weg gestürzt und riss dabei. Sie gelangte zum Glockenfriedhof in Hamburg, von wo sie später wieder der Kirchengemeinde zurückgegeben wurde. Die Dionysiusglocke war verloren. Die Marienglocke wurde 1948 umgeschmolzen und wieder aufgehängt. Im gleichen Jahr erhielt die Kirche eine zweite Glocke, die Schutzengelglocke, gegossen von Eifeler Glockengießerei Aug. Mark u. Sohn Brockscheid.